# Poecilopharis babarica
Poecilopharis babarica är en skalbaggsart som beskrevs av Jakl 2010. Poecilopharis babarica ingår i släktet Poecilopharis och familjen Cetoniidae. Inga underarter finns listade i Catalogue of Life.